# Bioorganic & Medicinal Chemistry
Bioorganic & Medicinal Chemistry je naučni časopis sa fokusom na rezultatima istraživanja molekularnih struktura bioloških organizama i interakcijama bioloških ciljeva sa hemijskim agensima. Ovaj časopis objavljuje Elsevier, u čijem okrilju je i niz srodnih časopisa, i.e. časopis Bioorganic & Medicinal Chemistry Letters.